# جبل قصة
جبل قصة جبل يقع بشمال الجمهورية التونسية بولاية جندوبة، شمال شرقي مدينة عين دراهم. يبلغ ارتفاعه 805 م.